# برلنتي حسن
برلنتي حسن (1932-1959) ممثلة ومغنية مصرية. أدّت في السينما بعض الأدوار الثانوية. من أشهر أغانيها يا «سحرني برمش العين»، و«السر فيك يا ليل».
اشتركت مع عبد الحليم حافظ في غناء أغنية «أنا أهواك» في فيلم بائعة الخبز عام 1953، ولكن بدون أن يظهرا على الشاشة، حيث أنا ماجدة هي من ظهرت بدلاً منها في أداء الأغنية على الشاشة، وظهر شكري سرحان بديلاً لعبد الحليم.

## أفلامها
الأفلام التي ظهرت فيها ممثلةً، أو ممثلةً ومغنية:
- غضب الوالدين (1952).
- آمنت بالله (1952).
- كأس العذاب (1952).
- نساء بلا رجال (1953).
- اعترافات زوجة (1954).
- قلوب الناس (1954).
- حب حتى العبادة (1959).

أما الأفلام التي ظهرت فيها مغنية فقط:
- ظلموني الناس (1950).
- أنا بنت ناس (1951).
- بائعة الخبز (1953).
- الحب العظيم (1957).

## روابط خارجية
- برلنتي حسن على موقع الدهليز
- برلنتي حسن على موقع قاعدة بيانات الأفلام العربية